# Empathy (上田麗奈のアルバム)
『Emphathy』（エンパシー）は、上田麗奈の2枚目のアルバム。2020年3月18日にLantisから発売された。

## 収録曲
1. アイオライト
  - 作詞：上田麗奈、作曲・編曲：Kai Takahashi (LUCKY TAPES）
2. あまい夢
  - 作詞・作曲：ORESAMA、編曲：小島英也
3. Falling
  - 作曲・編曲：石川智久
4. ティーカップ
  - 作詞：安藤紗々、作曲・編曲：広川恵一（MONACA）
5. いつか、また
  - 作詞：RIRIKO、作曲：⼭⽥かすみ、編曲：笹川真⽣
6. きみどり
  - 作詞・作曲：Chima、編曲：下川佳代
7. Another
  - 作曲・編曲：石川智久
8. aquarium
  - 作詞：唐沢美帆、作曲・編曲：⾼橋 諒
9. 旋律の⽷
  - 作詞：RIRIKO、作曲・編曲：石川智久
10. Campanula
  - 作詞：上田麗奈、作曲・編曲：加藤達也
11. Walk on your side
  - 作詞：松井洋平、作曲・編曲：⽥中秀和（MONACA）